# Richard Larsson (frikyrkoledare)
Richard Lars Larsson, född 24 december 1899 i Malungs socken, död 24 oktober 1956 i Stockholm, var en svensk frikyrkoledare.
Richard Larsson var son till lantbrukaren Lars Matsson. Han växte upp i ett frikyrkligt hem och anslöt sig 1916 till Svenska missionsförbundet och var 1920–1923 pastor i missionsförsamlingar i Västmanland samt genomgick 1923–1926 Svenska missionsförbundets missionsskola på Lidingö. Efter att ha förestått församlingar i Liljeholmen 1926–1929 och i Gävle 1929–1930 tjänstgjorde han inom Svenska missionsförbundets ungdomsförbund som resesekreterare 1930–1932, som studiesekreterare 1932–1938 och som förste sekreterare 1938–1944. Från 1944 var han sekreterare för inre missionen. Han var ledamot av Frikyrkliga samarbetskommittén från 1941 och Ekumeniska nämnden från 1945. Vid sedan av sitt arbete bedrev Larsson studier. 1925 avlade han studentexamen i Stockholm och 1933 filosofie kandidatexamen vid Uppsala universitet. Larsson skrev flera småskrifter och studieplaner i Svenska missionsförbundets skriftserier. I Frikyrklig förnyelse (1939), Församlingens väsen och uppgift (1944) och Frikyrkoperspektiv (1946) argumenterade han för frikyrkan och konfronterade den med stats- och folkkyrkan. Genomgående betonade Larsson kristendomens sociala sida, bland annat i Kämpande kristendom (1941).